# Kathrin Hanke

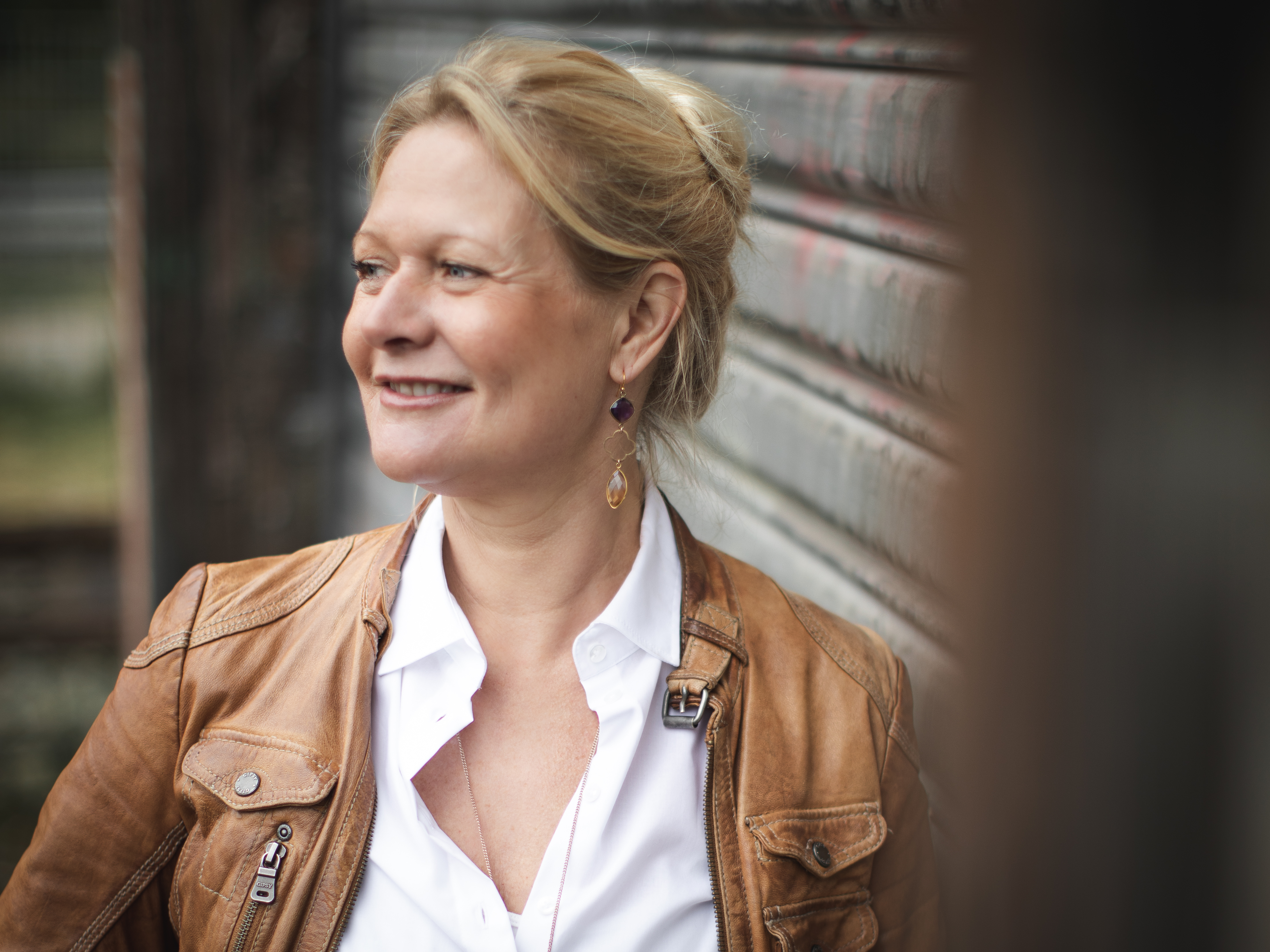
Kathrin Hanke

Kathrin Hanke (* 9. November 1969 in Hamburg als Kathrin Anne Langer; † 30. Dezember 2024) war eine deutsche Schriftstellerin.

## Biografie
Hanke studierte nach dem Abitur am Albert-Schweitzer-Gymnasium in Hamburg an der Leuphana Universität in Lüneburg Kulturwissenschaften mit den Schwerpunkten Sprache und Kommunikation sowie Musik. Noch während ihres Studiums fing sie als Werbetexterin in der Hamburger Niederlassung der weltweit agierenden Werbe- und Marketingagentur BBDO an, wo sie auch nach ihrem Abschluss (Magister artium) blieb. Weitere Agenturen folgten über die Jahre, u. a. Rapp+Collins, McCann Erickson und Lintas. Anfang der 2000er Jahre machte Kathrin Hanke sich selbstständig. Sie arbeitete weiterhin als Texterin sowie als Ghostwriterin. Darüber hinaus schrieb sie von Ende der 2000er bis Anfang der 2010er Jahre für die Bastei-Lübbe Heftroman-Serie Notarzt Dr. Kersten einige Folgen unter Pseudonym. Ab 2014 war sie hauptberuflich als freie Autorin vor allem im Genre Kriminalroman tätig.
Hanke war Mitglied im Syndikat, der Autorengruppe deutschsprachiger Kriminalliteratur und bei den Mörderischen Schwestern – Vereinigung deutschsprachiger KrimiAutorinnen.
Bereits während ihres Studiums veröffentlichte Hanke unter ihrem Geburtsnamen Kathrin Langer gemeinsam mit Christine Demmer 1994 im Gabler Verlag ihr erstes Buch, den Ratgeber ALLES, was Sie schon immer über Kommunikation wissen wollten. Weitere Bücher folgten für sie als Ghostwriterin. Seit 2013 steht Hanke im Gmeiner-Verlag unter Vertrag. Hier erschien im gleichen Jahr der Regionalkrimi Blutheide, der erste Band der sogenannten Heidekrimi-Reihe rund um die Lüneburger Ermittlerin Katharina von Hagemann, den sie im Duo mit Claudia Kröger schrieb. Bis 2019 veröffentlichte das Autorinnenduo u. a. insgesamt sieben Bände der Heidekrimis gemeinsam, danach führte Hanke die Kriminalroman-Buchreihe allein fort.
Mit ihren Werken Die Giftmörderin Grete Beier (erschienen 2017) sowie Die Engelmacherin von St. Pauli (erschienen 2018) hatte die Autorin sich ebenfalls einen Namen vor allem in der lesenden True-Crime-Szene gemacht. Gute Kritiken und positive Leserreaktionen veranlassten sie, gemeinsam mit dem Polizeimuseum Hamburg – wo sie intensiv für das Buch zu Elisabeth Wiese, „Die Engelmacherin von St. Pauli“, recherchierte – 2019 den anschließend in der Presse viel besprochenen und gelobten Bildband Hamburgs dunkle Seiten zu veröffentlichen. 2021 folgte in Zusammenarbeit mit dem Museum der Elbinsel Wilhelmsburg ein weiterer Bildband, Hamburg im Sturm, der die Flutkatastrophe von 1962 zum Thema hat. Aus dieser Arbeit heraus entstand Hankes Hamburg-Krimi Als die Flut kam, der während der Sturmflut spielt.
Hanke schrieb ebenso Kurzkrimis, hatte einen Historischen Roman veröffentlicht, wie auch einen Liebesroman. Letzterer erschien unter ihrem Geburtsnamen Kathrin Langer im Maximum-Verlag.
Sie lebte und schrieb in Hamburg. Hanke verstarb am 30. Dezember 2024 plötzlich und unerwartet an einer Krankheit, von der sie selber nichts wusste. Sie hinterließ vier Kinder und ihren Lebenspartner.

## Publikationen

### Romane

#### Heidekrimi-Reihe
1. Blutheide. Gmeiner-Verlag, Meßkirch 2013, ISBN 978-3-8392-1426-8.
2. Heidegrab[19]. Gmeiner-Verlag, Meßkirch 2014, ISBN 978-3-8392-1597-5.
3. Eisheide[20][21]. Gmeiner-Verlag, Meßkirch 2015, ISBN 978-3-8392-1740-5.
4. Heideglut. Gmeiner-Verlag, Meßkirch 2016, ISBN 978-3-8392-1857-0.
5. Heidezorn. Gmeiner-Verlag, Meßkirch 2017, ISBN 978-3-8392-2029-0.
6. Mordheide. Gmeiner-Verlag, Meßkirch 2018, ISBN 978-3-8392-2235-5.
7. Heidefluch. Gmeiner-Verlag, Meßkirch 2019, ISBN 978-3-8392-2383-3.
8. Heideopfer. Gmeiner-Verlag, Meßkirch 2021, ISBN 978-3-8392-2829-6.
9. Totenheide. Gmeiner-Verlag, Meßkirch 2022, ISBN 978-3-8392-0310-1.
10. Heideangst. Gmeiner-Verlag, Meßkirch 2023, ISBN 978-3-8392-0355-2.
11. Heidequal. Gmeiner-Verlag, Meßkirch 2024, ISBN 978-3-8392-0597-6.

#### True Crime
- Die Giftmörderin Grete Beier. Gmeiner-Verlag, Meßkirch 2017, ISBN 978-3-8392-2124-2.
- Die Engelmacherin von St. Pauli. Gmeiner-Verlag, Meßkirch 2018, ISBN 978-3-8392-2300-0.
- Ruth Blaue – Die Axtmörderin mit dem Madonnengesicht. Gmeiner-Verlag, Meßkirch 2024, ISBN 978-3-8392-0725-3.

#### Weitere
- Wermutstropfen[22], Gartenkrimi. Gmeiner-Verlag, Meßkirch 2016, ISBN 978-3-8392-1931-7.
- Mörderische Lüneburger Heide, Kurzkrimis. Gmeiner-Verlag, Meßkirch 2017, ISBN 978-3-8392-2133-4.
- Störtebekers Piratin, Historischer Spannungsroman. Gmeiner-Verlag, Meßkirch 2019, ISBN 978-3-8392-2486-1.
- L(i)eben ist eine Mottoparty, Liebesroman  (unter Kathrin Langer). Maximum-Verlag, Langwedel 2019, ISBN 978-3-948346-04-1.
- Als die Flut kam, Hamburg-Krimi. Gmeiner-Verlag, Meßkirch 2021, ISBN 978-3-8392-0001-8.

### Bildbände
- Hamburgs dunkle Seiten, Verbrechen in Bildern 1890–1930. Gmeiner-Verlag, Meßkirch 2018, ISBN 978-3-8392-2487-8.
- Hamburg im Sturm, Die Flutkatastrophe 1962. Gmeiner-Verlag, Meßkirch 2021, ISBN 978-3-8392-0031-5.

### Kurzgeschichten
- Alsterblut (Kurzkrimi), in: Tatort Nord, hrsg. v. Franziska Henze, Anke Küpper, Yvonne Wüstel. HarperCollins 2022, ISBN 978-3-7499-0323-8.
- Müritzwahn (Kurzkrimi), in: Tatort Nord 2, hrsg. v. Franziska Henze, Anke Küpper, Yvonne Wüstel. HarperCollins 2023, ISBN 978-3-365-00364-0.

### Ratgeber/Kochbuch
- ALLES was Sie schon immer über Kommunikation wissen wollten, Ratgeber (unter Kathrin Langer). Gabler-Verlag, Wiesbaden 1994, ISBN 978-3-409-14306-6.
- In der Heide brodelt es, Kochbuch. Gmeiner-Verlag, Meßkirch 2018, ISBN 978-3-8392-2219-5[23].

### Hörbücher/Hörspiele
- Elbfälle – Der Tote im Regen, gelesen von divers. Mermaid Media, Hamburg 2013, ISBN 978-3-9815994-0-4.
- Wermutstropfen, gelesen von Bernd Dechamps. HEYRAverlag, München 2016, ISBN 978-3-946596-03-5.
- Blutheide, gelesen von Beate Rysopp. SAGA Egmont, Kopenhagen/DK 2018, ISBN 978-87-11-84921-7.
- Heidegrab, gelesen von Saskia Kästner. SAGA Egmont, Kopenhagen/DK 2018, ISBN 978-3-86974-308-0.
- Eisheide, gelesen von Svenja Pages. SAGA Egmont, Kopenhagen/DK 2018, ISBN 978-3-86974-323-3.
- Heideglut, gelesen von Svenja Pages. SAGA Egmont, Kopenhagen/DK 2018, ISBN 978-87-11-84920-0.
- Heidezorn, gelesen von Svenja Pages. SAGA Egmont, Kopenhagen/DK 2018, ISBN 978-87-11-84919-4.
- Mordheide, gelesen von Svenja Pages. SAGA Egmont, Kopenhagen/DK 2019, ISBN 978-87-26-11966-4.
- Heidefluch, gelesen von Svenja Pages. SAGA Egmont, Kopenhagen/DK 2019, ISBN 978-87-26-11967-1.
- Die Engelmacherin von St. Pauli, gelesen von Matthias Hinz. SAGA Egmont, Kopenhagen/DK 2020, ISBN 978-87-26-41042-6.
- Heideopfer, gelesen von Svenja Pages, SAGA Egmont, Kopenhagen/DK 2021, ISBN 978-3-86974-557-2.
- Totenheide. gelesen von Svenja Pages, SAGA Egmont, Kopenhagen/DK 2022, ISBN 978-87-28-32680-0.
- Heideangst. gelesen von Svenja Pages, SAGA Egmont, Kopenhagen/DK 2023, ISBN 978-87-28-54469-3.

## Auszeichnungen
- 2020: Nominierung Skoutz-Award 2020/Midlisttitel (Kategorie: Historische Romane) für Störtebekers Piratin[24]